# Henric L. Wuermeling
Henric L. Wuermeling (* 1941) ist ein deutscher Journalist und Buchautor.
Henric L. Wuermeling studierte in Freiburg, Basel und München Politische Wissenschaften und Neuere Geschichte. Von 1966 bis 2000 war er Redakteur des Bayerischen Rundfunks. Seine ARD-Dokumentationen erhielten zahlreiche Auszeichnungen.

## Werke
- Die weiße Liste – Umbruch der politischen Kultur in Deutschland 1945, Berlin 1981, ISBN 3-550-07941-9.
- Die Geschichte Bayerns. Das Buch zur Fernsehserie. Langen Müller Verlag, München 2003, ISBN 3-7844-2884-3.
- Doppelspiel. Adam von Trott zu Solz im Widerstand gegen Hitler. Deutsche Verlags-Anstalt, München 2004. ISBN 3-421-05822-9.
- Auf der Suche nach Europa. Zeitreise durch die Geschichte. Langen Müller Verlag, München 2005, ISBN 3-7844-2998-X.
- 1705. Der bayerische Volksaufstand und die Sendlinger Mordweihnacht. Mit einem Prolog von Winston Churchill. Vierte durchgesehene Auflage. Langen Müller Verlag, München 2005, ISBN 3-7844-3007-4.
- bürgerlich!. Klöpfer & Meyer Verlag, ISBN 978-3-86351-079-4.

## ARD-Dokumentationsserien
- Flucht und Vertreibung
- Die Deutschen im Zweiten Weltkrieg
- August ’39. Elf Tage zwischen Frieden und Krieg
- Netzwerk – Adam von Trott zu Solz und der 20. Juli 1944
- Tage des Überlebens
- 1705 – Der Bayerische Volksaufstand
- 20 Tage im 20. Jahrhundert

## Auszeichnungen
- 1989 – Bayerischer Fernsehpreis und Goldener Gong für die Sendereihe „August '39 – Elf Tage zwischen Frieden und Krieg“ (ARD)